# Cerro del Azufre
Der Cerro del Azufre ist das größte und jüngste Vulkangebiet innerhalb einer 50 Kilometer langen Kette von Nordwesten nach Südosten ausgerichteter Vulkane in Chile, unmittelbar westlich der bolivianisch-chilenischen Grenze in der Región de Antofagasta. Der nördliche Gipfel bildet den mit 5846 Metern höchsten Punkt des andesitischen Vulkans. An der Nordflanke bildeten sich im späten Pleistozän einige Lavaströme, welche jedoch weitgehend durch Gerölllawinen überdeckt wurden. Es liegen keine gesicherten wissenschaftlichen Daten über den letzten Ausbruch des Vulkans vor. 